# Five Score and Seven Years Ago
Five Score and Seven Years Ago è il quinto album in studio del gruppo musicale christian rock statunitense Relient K, pubblicato nel 2007.

## Tracce
1. Pleading the Fifth (a cappella) – 1:13
2. Come Right Out and Say It – 3:00
3. I Need You – 3:18
4. The Best Thing – 3:28
5. Forgiven – 4:05
6. Must Have Done Something Right – 3:19
7. Give Until There's Nothing Left – 3:27
8. Devastation and Reform – 3:41
9. I'm Taking You With Me – 3:28
10. Faking My Own Suicide – 3:23
11. Crayons Can Melt on Us for All I Care – 0:12
12. Bite My Tongue – 3:30
13. Up and Up – 4:03
14. Deathbed (featuring Jon Foreman) – 11:05

## Formazione
- Matt Thiessen – voce, chitarra, piano, tromba, organo, corno francese, trombone, flauto
- Matt Hoopes – chitarra, cori, banjo
- John Warne – basso, cori
- Dave Douglas – batteria, cori
- Jon Schneck – chitarra, cori, campane